# 網紋牙棘茄魚
網紋牙棘茄魚（学名：Halicmetus reticulatus），又名牙棘茄魚，为輻鰭魚綱鮟鱇目棘茄魚亞目棘茄魚科牙棘茄魚屬下的一个种，為深海底棲性魚類，分布於西太平洋區，包括日本、台灣及菲律賓海域，棲息深度251-500公尺，本魚體寬而扁平，全身布滿顆粒狀的小瘤，體淡褐色且具網狀斑，體長可達9公分，棲息在泥底質海域，屬肉食性，生活習性不明。